# Lima Aafshid
Lima Aafshid (Afganistán) es una poeta y escritora afgana, miembro de la Asociación de Poesía Sher-e-daneshgah, de la Universidad de Kabul. En 2021 estuvo en la lista de 100 mujeres que publica anualmente la BBC. 

## Trayectoria
Aafshid estudió periodismo en la Universidad de Kabul y trabajó como reportera y comentarista independiente durante cinco años tras graduarse.
En una entrevista con la revista Time en 2020, habló de que las mujeres afganas deben publicar bajo seudónimo y de las ventajas que ofrecen las nuevas tecnologías para poder compartir este trabajo de forma remota intentando sortear el control de los talibanes.
Sus artículos desafían las normas patriarcales de la cultura afgana.
También es miembro fundador de Sher-e-daneshgah, una asociación de poesía de Kabul. El grupo está formado en su mayoría por estudiantes de unos 20 años. Durante la pandemia, celebraron sesiones virtuales de poesía para ayudar a los 200 miembros a mantener su salud mental.

## Reconocimientos
- En 2021, Lima Aafshid formó parte de la lista de 100 mujeres que publica anualmente la BBC.[1][2]
- También recibió el premio Qahar Assi, el premio más prestigioso de literatura farsi en Afganistán.[4]